# Oliver Wehe
Oliver Wehe (* 11. Juni 1967 in München) ist ein deutscher Balletttänzer, Tanzlehrer und ehemaliger Schauspieler.

## Leben und Wirken
Wehe, der seit 1979 am Ballettzentrum seiner Heimatstadt Ballettunterricht erhalten hatte, wurde im Alter von 14 Jahren für den Film entdeckt und für die Titelrolle des jungen Felix Krull in Bernhard Sinkels und Alf Brustellins aufwendiger, fünfteiliger Fernsehfassung von Thomas Manns Bekenntnisse des Hochstaplers Felix Krull verpflichtet. Daraufhin holte man den Münchner wenig später für die García Márquez-Verfilmung Die unglaubliche und traurige Geschichte von der unschuldigen Eréndira und ihrer herzlosen Großmutter erneut vor die Kamera. Dort spielte Wehe die zentrale Rolle des blonden, engelsgleichen Ulysses, den eine reine und unschuldige Liebe zur jugendlichen Titelheldin verbindet und diese schließlich durch eine Bluttat an ihrer ausbeuterischen Großmutter von ihrem sklavenähnlichen Dasein erlöst.
Obwohl durch diese beiden Arbeiten Anfang der 1980er Jahre schlagartig international bekannt geworden, entschied sich Wehe, die Schauspieltätigkeit nicht weiter fortzusetzen. Stattdessen konzentrierte er sich auf die Ausbildung als Balletttänzer. 1987 erhielt er sein Ballettdiplom und wurde ab 1990 dreizehn Jahre lang Erster Solist des Bayerischen Staatsballetts. Zu seinem Repertoire in diesen Jahren zählen der Siegfried in Schwanensee, der Albrecht in Giselle, der Basilio in Spoerlis Don Quixote, der Prinz in Dornröschen, der Petrucchio in Der Widerspenstigen Zähmung, der Lenski in Onegin sowie der Mercutio und der Romeo in Romeo und Julia als auch der Oberon und der Lysander in Ein Sommernachtstraum. 
Infolge einer hartnäckigen und langwierigen Verletzung entschloss sich Wehe im Juli 2003, nicht mehr aufzutreten. Er arbeitet seitdem als Bewegungstrainer.

## Filmografie (komplett)
- 1982: Bekenntnisse des Hochstaplers Felix Krull (fünfteiliger Fernsehfilm)
- 1983: Die unglaubliche und traurige Geschichte von der unschuldigen Eréndira und ihrer herzlosen Großmutter (Kinofilm)